# توموأكي سانو
توموأَكي سانو (باليابانية: 佐野 友昭) (14 أبريل 1968 في شيزوكا في اليابان – )؛ هو لاعب كرة قدم ياباني سابق كان يلعب كحارس مرمى.

## وصلات خارجية
- توموأكي سانو على موقع رابطة كرة القدم اليابانية للمحترفين (اليابانية)
- توموأكي سانو على موقع عالم كرة القدم.نت (الإنجليزية)